# 奥斯曼哈桑
奥斯曼哈桑，是柬埔寨政治人物，柬埔寨現任17位国务大臣之一，主要负责穆斯林事务。他曾担任穆斯林发展基金会主席兼劳工和职业培训部国务秘书。